# Hirschberg (Niederbayern)
Der Hirschberg (1039 m) ist ein Berg im Bayerischen Wald östlich der Stadt Zwiesel  im Naturpark Bayerischer Wald unweit der Grenze zu Tschechien. Er ist vollständig bewaldet, die Niederschläge auf seine Süd- und Osthänge speisen die Trinkwassertalsperre Frauenau.
Nächstgelegene Siedlung ist der Ortsteil Buchenau der Gemeinde Lindberg. Nächste benachbarte Berge sind südwestlich der Kleine Rachel (1399 m) und der Große Rachel (1453 m), nördlich der Kiesruck (1261 m).